# 新城市立鳳来中部小学校
新城市立鳳来中部小学校（しんしろしりつ ほうらいちゅうぶしょうがっこう）は、愛知県新城市長篠にある公立小学校。

## 概要

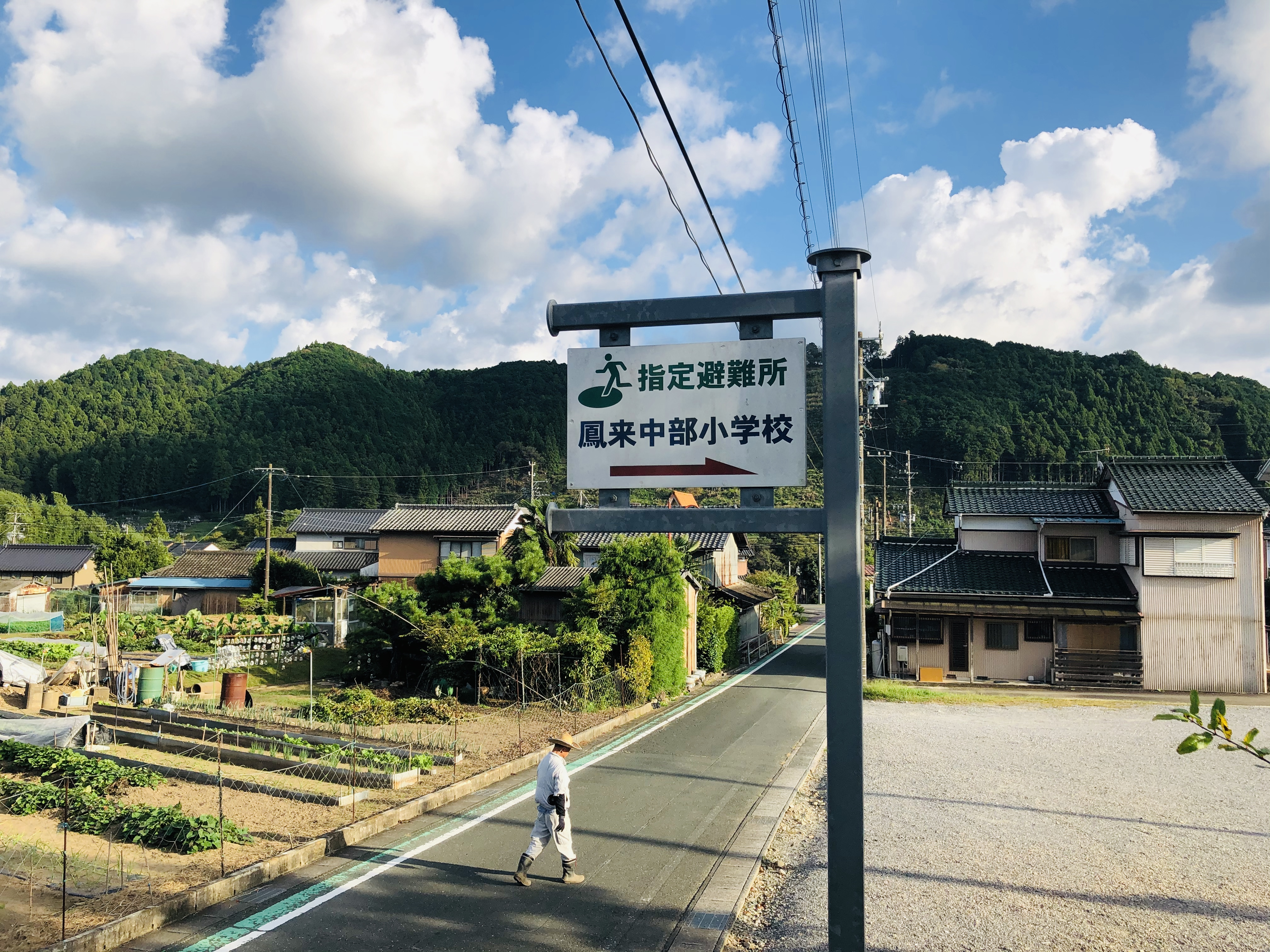
学校の駐車場

- 校区は長篠、富保、乗本、横川（字北山）であり、公立中学校に進む場合は新城市立鳳来中学校に進学する[1]。
- 旧・南設楽郡鳳来町の小学校であり、1969年に長篠小学校と乗本小学校を統合し、新設された小学校である。校地は旧・鳳来町立長篠中学校（1968年、統合により廃校）を転用している。

## 沿革
- 1969年（昭和44年）4月1日 - 鳳来町立長篠小学校と鳳来町立乗本小学校を統合し、鳳来町立鳳来中部小学校として開校する。校地校舎は旧・鳳来町立長篠中学校を転用する。
- 1972年（昭和47年）1月 - 体育館が完成する。
- 1978年（昭和53年）
  - 3月 - 新校舎（鉄筋コンクリート造）が完成する。
  - 7月 - 校舎を増築する。
- 2002年（平成14年）1月 - 校舎を増築する。
- 2005年（平成17年）10月1日 - 鳳来町が新城市に編入される。同時に新城市立鳳来中部小学校に改称する。

### 鳳来町立長篠小学校
現在の愛知県新城市長篠字山本前に存在した小学校。旧・南設楽郡長篠村の小学校であった。跡地は武蔵精密工業鳳来工場となっている。
- 1872年（明治5年） - 長篠村に第二大学区第九中学区第七番小学長篠学校が開校。医王寺を仮校舎とする。
- 1887年（明治20年）4月 - 尋常小学長篠学校に改称する。
- 1889年（明治22年）10月1日 - 長篠村、横川村、富栄村、富保村、豊岡村が合併し、長篠村が発足する。
- 1892年（明治25年）4月 - 長篠尋常小学校に改称する。
- 1941年（昭和16年）4月1日 - 長篠国民学校に改称する。
- 1947年（昭和22年）4月1日 - 長篠村立長篠小学校に改称する。
- 1956年（昭和31年）
  - 4月1日 - 南設楽郡長篠村、鳳来寺村と八名郡大野町、七郷村が合併し、鳳来町が発足。同時に鳳来町立長篠小学校に改称する。
  - 9月30日 - 鳳来町横川のうち字北山を除く地域が新城町に編入される。
- 1957年（昭和32年）4月 - 新城町に編入された横川地区（字北山を除く）が長篠小学校校区から新城町立東郷東小学校校区に移る。
- 1969年（昭和44年）3月 - 廃校。

### 鳳来町立乗本小学校
現在の愛知県新城市乗本長筋26に存在した小学校。旧・八名郡舟着村の小学校であった。
- 1872年（明治5年） - 長篠村に第二大学区第九中学区第二十八番小学乗本学校が開校。
- 1887年（明治20年）4月 - 尋常小学乗本学校に改称する。
- 1892年（明治25年）4月 - 乗本尋常小学校に改称する。
- 1906年（明治39年）7月1日 - 乗本村と日吉村が合併し、舟着村が発足する。
- 1910年（明治43年） - 旧・八名郡高等小学校（1902年廃校）の講堂を移築する。
- 1941年（昭和16年）4月1日 - 乗本国民学校に改称する。
- 1947年（昭和22年）4月1日 - 舟着村立乗本小学校に改称する。
- 1955年（昭和30年）4月15日 - 南設楽郡新城町、東郷村、千郷村、八名郡舟着村、八名村と合併し、南設楽郡新城町が発足。同時に新城市立乗本小学校に改称する。
- 1956年（昭和31年）9月30日 - 旧・舟着村の一部（乗本）が分割され、鳳来町に編入される。同時に鳳来町立乗本小学校に改称する。
- 1969年（昭和44年）3月 - 廃校。

## 交通アクセス
- JR東海飯田線本長篠駅下車、徒歩約15分。
- JR東海飯田線長篠城駅下車、徒歩約10分。
- 豊鉄バス田口新城線「鳳来中部小学校前」バス停より徒歩すぐ。

## 周辺施設
- 新城市立鳳来中学校
- 新城市役所鳳来支所
- 豊川信用金庫鳳来支店
- 飯田線本長篠駅
- 飯田線長篠城駅
- 武蔵精密工業鳳来工場